# 케아
케아(Khea, 2000년 4월 13일 ~ )는 아르헨티나의 래퍼이다.